# راکویل (میزوری)
راکویل (به انگلیسی: Rockville) یک شهر در ایالات متحده آمریکا است که در شهرستان بیتس، میزوری واقع شده‌است. راکویل ۰٫۸۵ کیلومتر مربع مساحت و ۱۶۶ نفر جمعیت دارد و ۲۳۵ متر بالاتر از سطح دریا واقع شده‌است.